# Homalothecium aeneum
Homalothecium aeneum là một loài rêu trong họ Brachytheciaceae. Loài này được Mitt. E. Lawton mô tả khoa học đầu tiên năm 1965.